# Peter Przybylski (Kameramann)
Peter Przybylski (* 2. August 1967; † 21. Mai 2013 in Berlin) war ein deutscher Kameramann. 

## Leben
Peter Przybylski, Sohn des Juristen Peter Przybylski, studierte von 1992 bis 1998 an der Hochschule für Film und Fernsehen „Konrad Wolf“ in Potsdam-Babelsberg, wo er 1997 als Kameramann für den Kurzfilm Fake! auf sich aufmerksam machte. Seit dieser Zeit war er an zahlreichen Produktionen für Kinofilm und Fernsehen beteiligt, unter anderem an mehreren Folgen der Reihe Tatort. 
Für seine Arbeit beim hr-Tatort Der tote Chinese wurde Peter Przybylski im März 2009 in Wiesbaden beim Deutschen Fernsehkrimi-Festival mit dem Deutschen Fernsehkrimipreis als bester Kameramann ausgezeichnet. 2012 folgte für seine Arbeit an Hendrik Handloegtens Fenster zum Sommer eine Nominierung für den Deutschen Filmpreis.
Peter Przybylski lebte bis zu seinem Tod in Berlin.

## Filmografie (Auswahl)
- 1997: Fake! (Kurzfilm)
- 1998: Curiosity & the cat
- 1999: Helden wie wir
- 2002: Karamuk
- 2002: Tatort – Verrat
- 2004: Tatort – Hundeleben (Fernsehreihe)
- 2004: Italiener und andere Süßigkeiten (Fernsehfilm)
- 2004: Saniyes Lust (Fernsehfilm)
- 2005: Die Braut von der Tankstelle (Fernsehfilm)
- 2006: FC Venus – Angriff ist die beste Verteidigung
- 2006: Polizeiruf 110 – Dunkler Sommer (Fernsehreihe)
- 2006: Tatort – Liebe am Nachmittag
- 2006: Tatort – Pechmarie
- 2007: Underdogs
- 2008: Freche Mädchen
- 2008: Liebesgruß an einen Engel
- 2008: Tatort – Der tote Chinese (Fernsehreihe)
- 2010: Freche Mädchen 2
- 2010: Tod einer Schülerin
- 2011: Fenster zum Sommer
- 2012: Deckname Luna (Fernseh-Zweiteiler)
- 2014: Besser als Nix